# NGC 6332
NGC 6332 је спирална галаксија у сазвежђу Херкул која се налази на NGC листи објеката дубоког неба.
Деклинација објекта је + 43° 39' 37" а ректасцензија 17h 15m 2,7s. Привидна величина (магнитуда) објекта NGC 6332 износи 13,6 а фотографска магнитуда 14,5. NGC 6332 је још познат и под ознакама UGC 10773, MCG 7-35-54, CGCG 225-82, PGC 59927.